# Mina Witkojc

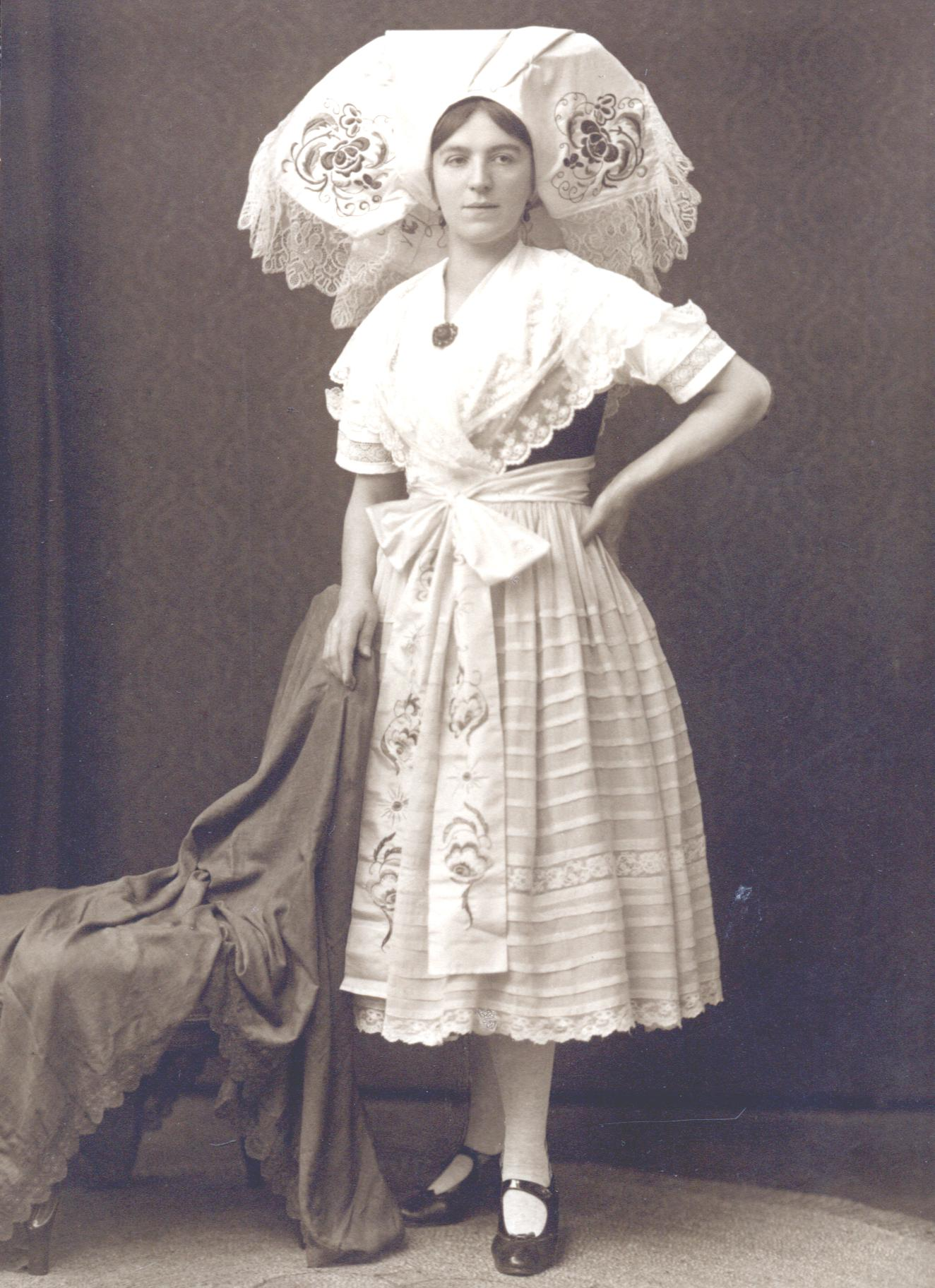
Mina Witkojc

Mina Witkojc, niem. Wilhelmine Wittka (ur. 28 maja 1893 w Borkowach/Burg, zm. 11 listopada 1975 w Popojcach/Papitz) – serbołużycka pisarka i dziennikarka, tworząca w języku dolnołużyckim.
W latach 1899–1907 uczęszczała do szkoły podstawowej w Borkowach (Dolne Łużyce), a następne 10 lat spędziła w Berlinie, gdzie pracowała jako służąca, kwiaciarka, a potem robotnica w przemyśle zbrojeniowym. Następnie wróciła do Borków, gdzie pracowała jako najemna robotnica rolna za dniówkę.
W sierpniu 1921 przypadkowo spotkała grupę czeskich i górnołużyckich intelektualistów, którzy zwiedzali Błóta (Spreewald). To spotkanie uświadomiło jej, że posiada własną dolnołużycką tożsamość narodową. Przeniosła się do Budziszyna, gdzie od 1923 do 1933 pracowała w redakcji dolnołużyckiej gazety „Serbski Casnik”; gdzie jej talent literacki kształtował się głównie pod wpływem Arnošta Muki i Jana Čyža.
W tym okresie brała udział m.in. w Europejskim Kongresie Mniejszości Etnicznych w Genewie 1926 i słowiańskich spotkaniach młodzieżowej organizacji Sokol w Jugosławii w 1930.
W okresie międzywojennym tłumaczyła na języki łużyckie dzieła innych pisarzy słowiańskich (takich jak Božena Němcová i Petr Bezruč).
W 1933 reżim nazistowski zakazał jej pisać i uniemożliwił publikacje, co pozostawiło Witkojc bez środków utrzymania. Z tego powodu wróciła w 1936 do Borków. Tam, aż do 1941 znowu była zmuszona zarabiać jako najemna robotnica rolna. Reżim nazistowski uznał Witkojc (z powodu jej zaangażowania dla sprawy Serbołużyczan i tendencji panslawistycznych) za osobę „szkodliwą” dla Niemiec. W 1941 została zmuszona do opuszczenia terenu Łużyc i przeniosła się do Erfurtu, gdzie do końca wojny pracowała w gospodarstwie ogrodniczym. W 1945 Witkojc podsumowała swoją dotychczasową działalność dla sprawy serbołużyckiej w poemacie Erfurtske spomnjeśa (Wspomnienia erfurckie). W 1946 na krótko powróciła do Budziszyna jako współpracownik „Domowiny”, ale w następnym roku wyjechała do Pragi, gdzie mieszkała do 1954. Przyczyną tego wyjazdu było prawdopodobnie zaangażowanie Witkojc w sprawę przyłączenia Łużyc do Czechosłowacji. Ta idea była zwalczana na terenie wschodnich krajów związkowych przez radzieckie władze okupacyjne i wielu patriotów łużyckich było z tego powodu aresztowanych.
W 1954 Witkojc wróciła do Borków, gdzie mieszkała i tworzyła do 1975. W 1955 został wydany zbiór jej poematów z okresu międzywojennego K swětłu a słyńcu (Do światła i słońca). Witkojc pisała artykuły, poezje i opowiadania do tygodnika „Nowy Casnik”, gdzie pracowała jako redaktorka. Współtworzyła również tzw. „kalendarz”, czyli zbiór opowiadań, anegdot, humoresek i porad praktycznych, pod nazwą Serbska Pratyja.
Kilka miesięcy przed śmiercią spędziła w domu starców w Papojcach/Papitz, gdzie umarła. Grób Witkojc znajduje się na cmentarzu w Borkowach. W sąsiedniej wsi Wjerbno/Werben istnieje szkoła jej imienia wraz z izbą pamięci, poświęconą pisarce.

## Charakterystyka twórczości
Mina Witkojc jest jedyną pisarką i poetką dolnołużycką, której poziom artystyczny dorównuje Mato Kósykowi. Tych dwoje twórców podniosło literaturę dolnołużycką do rangi literatury europejskiej (podobnie jak Jakub Bart-Ćišinski w przypadku literatury górnołużyckiej).
Poematy Witkojc wyrażają przede wszystkim serbołużycki patriotyzm; ich tłem jest najczęściej dolnołużycki region Błot; pełne są alegorycznych odniesień do Natury (np. słońce, księżyc, morze), które odzwierciedlają los narodu łużyckiego, np. Witkojc porównuje sytuację Serbołużyczan do wyspy otoczonej wzburzonym morzem. Witkojc zawsze ubolewała nad utratą świadomości narodowej i patriotyzmu przez Dolnołużyczan.

## Dzieła
- Dolnoserbske basni (Wiersze dolnołużyckie), Budziszyn 1925
- Wĕnašk błośańskich kwĕtkow (Bukiet kwiatów z Błot), Budziszyn 1934
- K swĕtłu a słyńcu (Do światła i słońca), Berlin 1955
- Prĕdne kłoski (Pierwsze kłosy) [współautorka] Berlin 1958
- Po drogach casnikarki (Drogi dziennikarki) (zbiór prozy, red. Kito Lorenc), Budziszyn 1987